# Francisco Javier Fernández
Francisco Javier Fernández Peláez (Guadix, 6 de março de 1977), mais conhecido como Paquillo Fernández, é um atleta espanhol, especialista em marcha atlética, participando principalmente em provas de 20 km marcha.
Nos Campeonatos do Mundo de 2003, 2005 e 2003 terminou em segundo lugar os 20 km marcha, sempre atrás do mesmo atleta: o equatoriano Jefferson Pérez. Este último logrou mesmo arrebatar, em 2003, o seu recorde mundial da disciplina por um único segundo (1:17:21 h contra 1:17:22 h), apenas um ano depois da data do recorde estabelecido por Fernández no dia 28 de abril de 2002.
Fernández foi afastado das competições por um período de dois anos, após ter sido dado como culpado da posse de substâncias dopantes em fevereiro de 2010. Esta penalização impede-o de estar presente nos Jogos Olímpicos de Londres, em 2012, uma vez que as regras do COI dizem que quem receba uma suspensão por dopagem, igual ou superior a seis meses, fica banido da Olimpíada seguinte.